# Sabrine Ellouzi
Sabrine Ellouzi (Hengelo, 28 juni 1997) is een Nederlands-Tunesische voetbalster die uitkomt als aanvalster voor AZ in de Azerion Vrouwen Eredivisie. Daarnaast speelt ze voor het Tunesische nationale vrouwenvoetbalelftal.

## Spelerscarrière
Vanaf haar dertiende speelde Sabrine Ellouzi elf jaar bij FC Twente. In de zes seizoenen waarin ze uitkwam in het eerste elftal, behaalde ze drie keer het landskampioenschap (2016, 2019, 2021) en kwam acht keer uit in een Champions League duel.
In de zomer van 2021 maakte Sabrine Ellouzi de overstap naar Excelsior. De laatste seizoenen stond ze bij FC Twente sporadisch in de basis: "Ik voetbalde met allemaal topspeelsters en had het goed naar mijn zin. Maar uiteindelijk wil je wel spelen. Als je elke keer maar 10, 20 minuten mag invallen, gaat dat toch knagen." Met haar 24 jaar was ze bij Excelsior een van de routiniers.
Na één seizoen bij Excelsior maakte Ellouzi de overstap naar stadgenoot Feyenoord. In 2023 keerde ze terug bij Excelsior. Excelsior maakte op 23 mei 2025 bekend dat Ellouzi een van de tien speelsters was die de club na het seizoen 2024/25 ging verlaten. Ellouzi tekende op 11 juni 2025 een eenjarig contract bij competitiegenoot AZ.

## Interlandcarrière
Sabrine Ellouzi heeft zowel de Nederlandse als de Tunesische nationaliteit. Als jeugdinternational speelde ze acht keer voor Oranje. Op 13 april 2012 maakte Ellouzi haar eerste wedstrijd voor Oranje in een oefenwedstrijd tegen Engeland O15. Haar eerste (en enige) interlanddoelpunt voor Oranje scoorde ze op 1 juli 2013 tegen Finland O16
Als speelster bij Twente kreeg ze een uitnodiging van de Tunesische bondscoach en zette ze haar interlandcarrière voort als Tunesisch international. Haar debuut in het Tunesische nationale voetbalelftal maakte Ellouzi op 31 januari 2020, in een vriendschappelijke interland tegen Marokko. In die wedstrijd scoorde ze ook haar eerste interlanddoelpunt voor Tunesië. In het seizoen 2021/22 nam ze met Tunesië deel aan de kwalificatie voor de Afrika Cup, en plaatste zich voor het toernooi dat in juli 2022 werd gehouden in Marokko. Ellouzi: "Als je bij FC Twente niet veel speelt, weet je dat het grote Oranje niet meer gaat lukken. Hoe mooi is het dan dat ik deze zomer alsnog mijn droom kan achterna jagen?" Tunesië bereikte bij de Afrika Cup de kwartfinale, waarin het met 1-0 verloor van de latere kampioen Zuid-Afrika.

## Clubstatistieken
| Seizoen | Club      | Eredivisie  | Eredivisie | KNVB Beker  | KNVB Beker | Eredivisie Cup | Eredivisie Cup | Champions League | Champions League | Totaal      | Totaal     |
|         |           | Wedstrijden | Doelpunten | Wedstrijden | Doelpunten | Wedstrijden    | Doelpunten     | Wedstrijden      | Doelpunten       | Wedstrijden | Doelpunten |
| ------- | --------- | ----------- | ---------- | ----------- | ---------- | -------------- | -------------- | ---------------- | ---------------- | ----------- | ---------- |
| 2015/16 | FC Twente | 6           | 0          | 0           | 0          | −              | 0              | 0                | 6                | 0           |            |
| 2016/17 | FC Twente | 17          | 3          | 1           | 1          | −              | 4              | 2                | 22               | 6           |            |
| 2017/18 | FC Twente | 21          | 5          | 0           | 0          | −              | −              | −                | 21               | 5           |            |
| 2018/19 | FC Twente | 13          | 1          | 2           | 0          | −              | −              | −                | 15               | 1           |            |
| 2019/20 | FC Twente | 8           | 0          | 0           | 0          | 4              | 1              | 4                | 1                | 16          | 2          |
| 2020/21 | FC Twente | 17          | 0          | 1           | 0          | 4              | 2              | −                | 22               | 2           |            |
| 2021/22 | Excelsior | 23          | 7          | 3           | 0          | 0              | 0              | −                | 26               | 7           |            |
| 2022/23 | Feyenoord | 20          | 1          | 0           | 0          | 0              | 0              | −                | 20               | 1           |            |
| 2023/24 | Excelsior | 22          | 6          | 2           | 0          | 0              | 0              | −                | 24               | 6           |            |
| 2024/25 | Excelsior | 20          | 6          | 1           | 0          | 0              | 0              | −                | 21               | 6           |            |
| Totaal  | Totaal    | 167         | 23         | 10          | 1          | 8              | 3              | 8                | 3                | 193         | 36         |

Bijgewerkt tot 11 juni 2025. Gegevens over het meespelen in vier KNVB Bekerwedstrijden in de seizoenen 2015/16, 2016/17 en 2017/18 ontbreken.

## Privé
Sabrine Ellouzi heeft een Tunesische vader en een Nederlandse moeder. Ze heeft een blog waarin ze schrijft over haar leven als topsporter, maar vooral ook over voeding en koken: "Als ik ooit stop met voetballen wil ik dat verder gaan uitbouwen."